# Banded iron bed

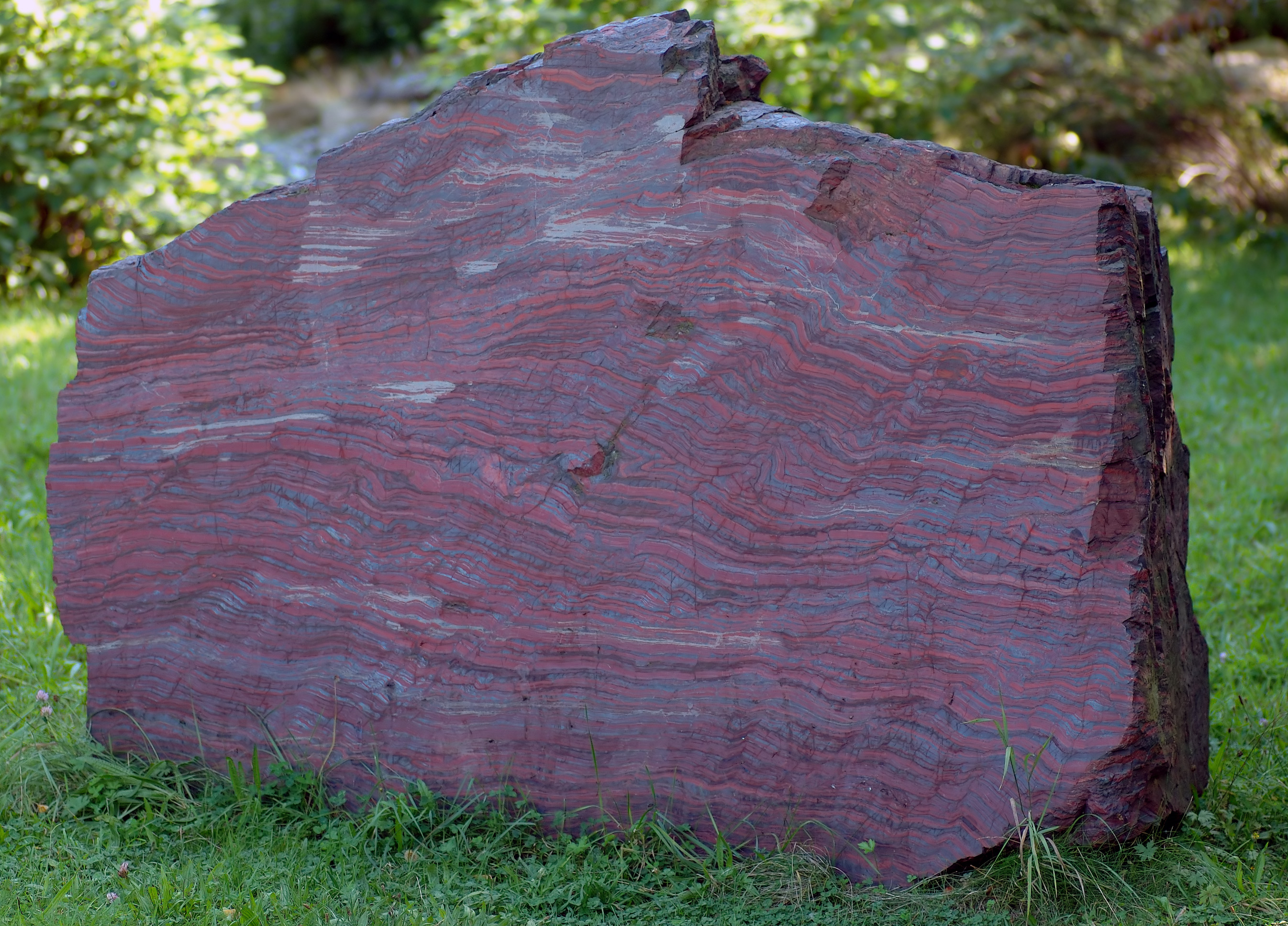
Formazione a bande risalenti a 2,1 miliardi di anni fa.

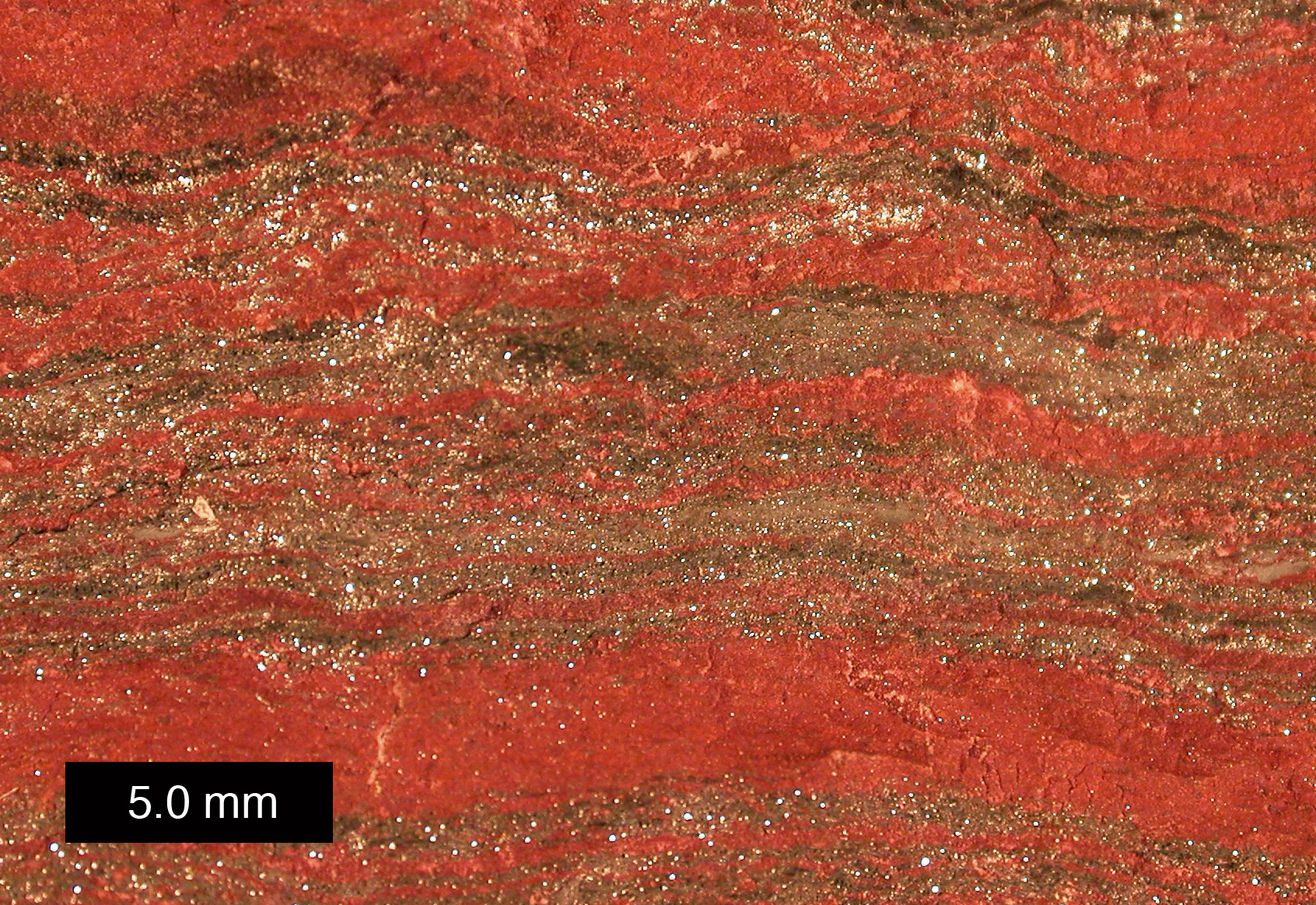
Formazione BIF nel Michigan; la scala è di 5 mm.

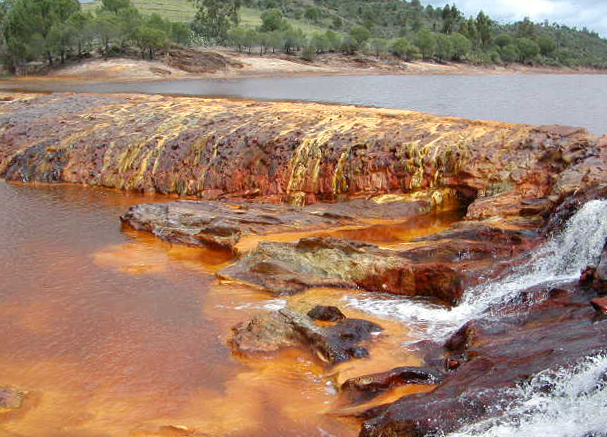
Formazioni BIF ora parte del letto di un fiume.

I banded iron bed (letteralmente "orizzonti ferriferi a bande") sono un tipo di roccia sedimentaria caratteristico di sedimenti estremamente antichi risalenti al Precambriano. Queste rocce sono costituite da alternanze di orizzonti ricchi in ferro ossidato, magnetite (Fe3O4) o ematite (Fe2O3), alternati a letti di selce e argilla. L'industria siderurgica ha iniziato ad interessarsi a queste rocce per l'estrazione del ferro durante la seconda guerra mondiale. Queste rocce sono chiamate taconiti dagli ingegneri minerari.
Il nome è anche distintivo di una formazione ubiquitaria nei sedimenti dell'Adeano e dell'Eoarcheano, denominata banded iron formation ("formazione ferrosa a bande" in inglese), abbreviato in BIF, ma non bisogna confondere la formazione con la roccia: questo tipo di sedimenti si rinviene, seppur con frequenza minore, ben oltre il Mesoproterozoico.

## Ambiente deposizionale
Si ritiene che queste rocce siano la testimonianza della precipitazione di ossidi ferrosi in seguito al rilascio di ossigeno da parte dei primi cianobatteri fotosintetici: l'acqua, sotto forma di pioggia lisciviò, attraverso processi di alterazione ed erosione, parte del ferro presente nei pirosseni e nell'olivina dei basalti sin dagli inizi della storia della Terra (4,5 miliardi di anni fa). Gli organismi fotosintetici comparvero successivamente e iniziarono ad arricchire l'atmosfera e gli oceani di ossigeno fino al punto di innescare l'abbondante precipitazione di ossidi, secondo la seguente reazione chimica:
4FeO (aq) + O2 (aq) → 2Fe2O3 (s)
L'intercalazione ritmica di selce o argille con l'ematite non è di facile spiegazione: alcune ipotesi propongono una "stagionalità" nella produzione di ossigeno, altre propongono altre ciclicità (orbitali ad esempio) per giustificare la stasi nell'ossidazione. Nelle epoche successive al Mesoproterozoico l'atmosfera aveva ormai raggiunto un contenuto di ossigeno simile a quello attuale e pertanto non è facile spiegarne l'esistenza in sedimenti più giovani. Un'ipotesi potrebbe essere che i banded iron beds siano degli indicatori di acque ricche in ferro ma scarsamente ossigenate e solo ad intervalli periodici.

## Curiosità
- Si ritiene che l'ossigeno contenuto in questi sedimenti sia pari a venti volte quanto ne sia presente oggi disciolto nell'atmosfera.